# Otala lactea
Otala lactea, ook wel getande melkslak genoemd, is een slakkensoort uit de familie van de Helicidae, geslacht Otala. De wetenschappelijke naam van de soort is voor het eerst geldig gepubliceerd in 1774 door O.F. Muller.
In Nederland is de getande melkslak een exogeen soort, dat zijn weg in het land door menselijke introductie gevonden heeft. Het is makkelijk te verwarren met de Eobania vermiculata.

## Beschrijving
Het huisje van de getande melkslak is 40 bij 20 mm. Het heeft een variabel kleurpatroon, meestal grijsbruin met vier onderbroken, uit vlekken bestaande bruine kleurbanden en kleine bruine vlekjes. Aan de onderzijde doet het huisje scheefgetrokken en afgeplat aan. De mondopening is aan de binnenzijde gevuld met glimmend donkerbruin tot bijna zwart eelt, dat zich vanuit de mondopening deels uitbreidt over de onderkant van de laatste winding van het huisje. De navel wordt hierdoor geheel bedekt.
Jonge exemplaren hebben een lichtere mond en een kleine open navel ter grootte van ca. 1/8 van de breedte. De slak zelf is karakteristiek geel-grijs, waarbij de kop en lange tentakels donkerder en de kleine tentakels lichter zijn.

## Habitat en verspreiding
In Nederland is de getande melkslak zeldzaam. Het is in Zeeland, Brabant en Limburg helemaal niet gesignaliseerd.

## Economische waarde
De getande melkslak is een eetbare slak. Het is echter niet geschikt voor de slakkenkweek, maar wordt in de natuur geraapt. Deze praktijk komt met name in mediterrane landen als Spanje, Italië en Griekenland traditioneel veel voor.